# Castel di Iudica
Castel di Iudica ist eine Stadt der Metropolitanstadt Catania in der Region Sizilien in Italien mit 4256 Einwohnern (Stand 31. Dezember 2023).

## Lage und Daten
Castel di Judica liegt 33 km westlich von Catania. Die Einwohner leben hauptsächlich von der Landwirtschaft und der Viehzucht.
Die Nachbargemeinden sind Agira (EN), Catenanuova (EN), Centuripe (EN), Paternò und Ramacca.

## Geschichte
Die Burg wurde von den Arabern gebaut und später von Roger II. erobert. Die Burg, von der noch Ruinen erhalten sind, lag am Hang des gleichnamigen Berges und an einem damals wichtigen Handelsweg.
1933 wurde den Einwohnern der Stadt erfolgreich angeboten, den Namen der Burg und des Berges anzunehmen, an dem sie liegt.

## Sehenswürdigkeiten
- Pfarrkirche Madonna delle Grazie, erbaut im 18. Jahrhundert
- Kirche San Francesco d’Assisi
- Kirche Santa Maria del Rosario